# Frontera entre Bèlgica i els Països Baixos
La frontera entre Bèlgica i els Països Baixos és la frontera internacional entre Bèlgica i els Països Baixos, estats membres de la Unió Europea i de l'Espai Schengen. Separa les províncies belgues de Flandes Occidental, Flandes Oriental, Anvers, Limburg i Lieja (inclosa part de la Comunitat Germanòfona de Bèlgica) de les províncies neerlandeses de Zelanda, Brabant del Nord i Limburg).

## Traçat
Comença al sud del trifini del Vaalserberg que aplega les fronteres germanobelga i germanoneerlandesa, i després acaba a l'est, al mar del Nord al Zwin. Un total de 369 posts fronterers en ferro colat delimiten la frontera. Són posats essencialment als indrets on la frontera canvia de direcció. Històricament després d'un post fronterer s'hauria de poder veure el post següent. Actualment això no és pas.
Entre Bèlgica i el Limburg neerlandès, la major part de la frontera és formada pel riu Mosa. Les altres parts de la frontera són majoritàriament terrestres. la ciutat de Baarle-Hertog forma un enclavament belga als Països Baixos, i aquí la frontera també té l'especificitat de tallar algunes cases en dos amb un marcat a la frontera.

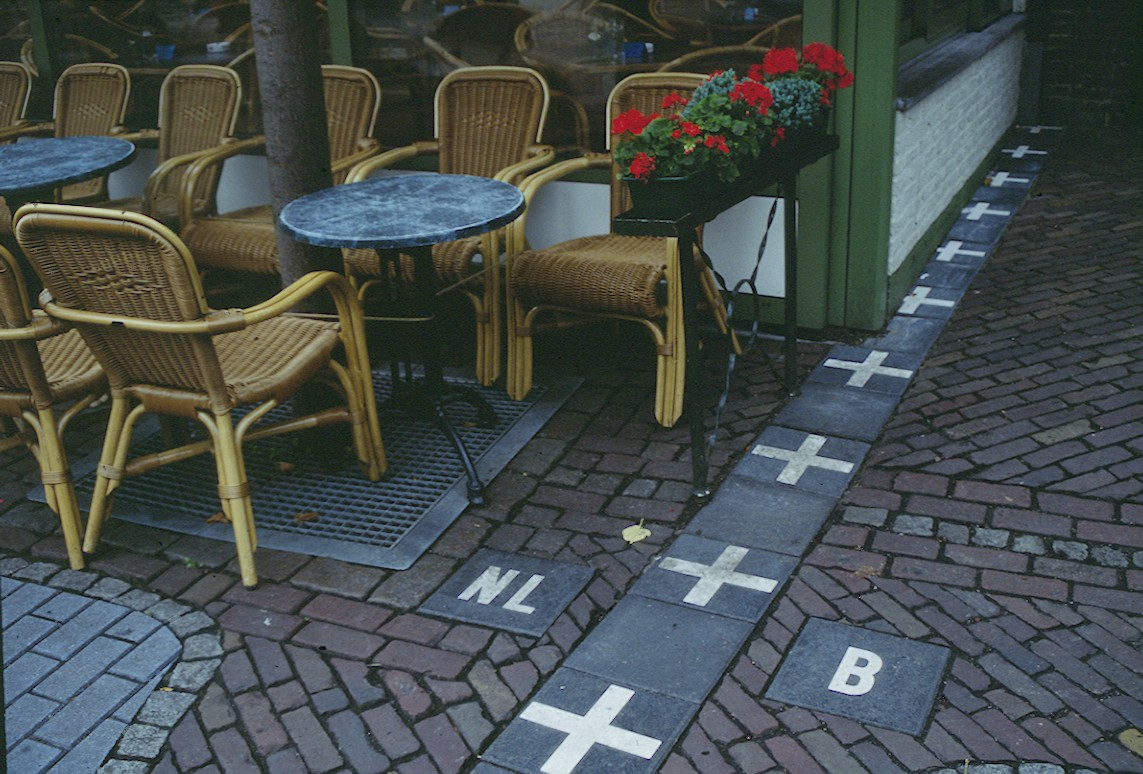
Frontera passant just al costat de la terrassa d'un café a Baarle-Hertog.

Mapa de Baarle amb els diversos enclavaments

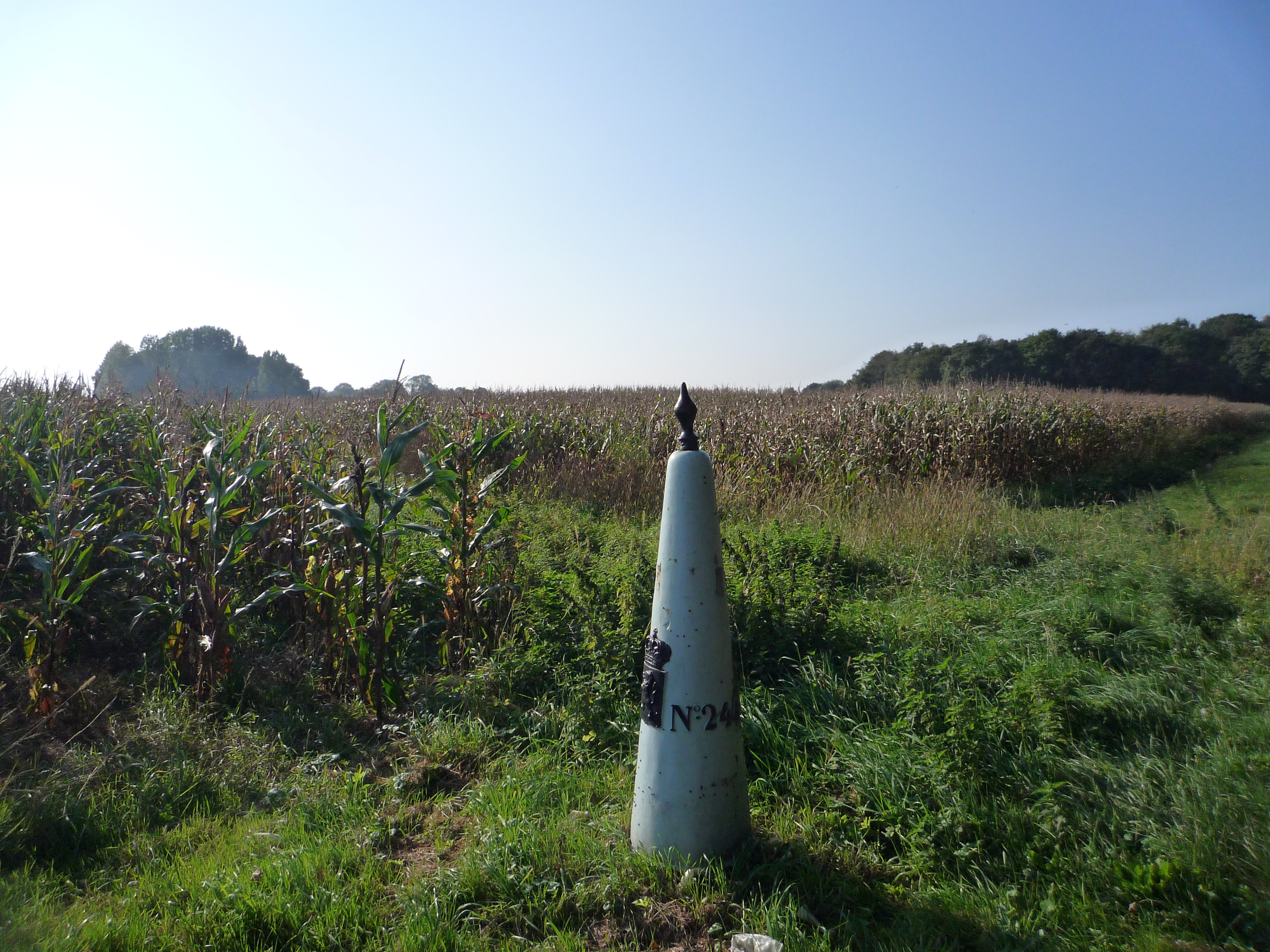
Post fronterer entre Maastricht i Kinrooi

## Història
Després de la independència de Bèlgica el 1830, van transcórrer més de deu anys abans que la frontera entre ambdós països fos fixada oficialment. El primer pas va ser la signatura del Tractat dels XXIV articles el 19 d'abril de 1839 a Londres. Un segon tractat signat a Maastricht el 8 d'agost de 1843, va fixar definitivament la frontera. El mateix any es va iniciar la col·locació de posts que delimitaven la frontera: inicialment 365 posts blancs i negres en ferro colat van marcar la frontera. Després de la demolició de l'antic braç de mar de Zwin en 1869, es van afegir quatre posts addicionals.
Val a dir que els Països Baixos tenien fins al 1919 una frontera no només amb Bèlgica i Alemanya, sinó també amb Moresnet Neutral, en el punt quatrifronterer del Vaalserberg.
El 1915, el Govern General Imperial Alemany de Bèlgica va decidir instal·lar una tanca elèctrica entre Bèlgica i els Països Baixos per evitar que els ciutadans Bèlgica fugissin als Països Baixos, un país neutral durant la Primera Guerra Mundial. Va ser retirada el 1918, després de la derrota d'Alemanya.
Quan es va definir la frontera, es van conservar algun enclavaments a les comunitats de Baarle-Nassau i Baerle-Duc. La situació de la frontera al voltant de Baarle, datada de l'Edat Mitjana, era tan complexa que no es va tenir en compte en l'establiment de la frontera el 1843. El 20 de juny de 1959 una sentència de la Cort Internacional de Justícia va concedir a Bèlgica una sèrie de parcel·les disputades. La frontera no es va establir oficialment fins al 1995.
L'última esmena oficial de la frontera neerlandesa-belga va entrar en vigor el 23 de juny de 1999; es refereix a una certa quantitat de parcel·les situades a banda i banda del Canal Gant-Terneuzen i separades del seu país de pertinença per aquest mateix canal.
Cal destacar que si el curs mitjà del riu Mosa, amb l'excepció del territori de Maastricht, havia de constituir la frontera entre els dos estats des de 1939, la rectificació entre 1962 i 1980 del curs del riu entre Visé i Maastricht sense rectificació de la frontera ha creat diversos territoris que no són accessibles per via terrestre de la resta del territori del país del qual depenen (Vell Mosa o Oude Maas) i petites fronteres terrestres. No obstant això, està previst el 2013 "rectificar" la frontera que correspon de nou al llit del riu efectiu. Si bé Bèlgica perdria prop de 14 hectàrees de terra, els Països Baixos disposarien d'una de llurs reserves més riques en biodiversitat del país, amb una àrea d'aproximadament 3 hectàrees. La transferència serà efectiva el 2016, amb una pèrdua de prop de deu hectàrees per Bèlgica. La cessió de territori s'hauria de produir el primer dia de l'any següent a la ratificació de l'acord per part de tots dos parlaments, és a dir, l'1 de gener de 2018 com a màxim. La transferència va tenir lloc efectivament l'1 de gener de 2018.